# Les Larmes du tigre noir
Pour les articles homonymes, voir Tigre noir.
Pour plus de détails, voir Fiche technique et Distribution.
Les Larmes du tigre noir  (ฟ้าทะลายโจร) est un film thaïlandais de Wisit Sasanatieng, sorti 2000. C'est le premier film de ce réalisateur issu de la publicité.
Siriphan Techajindawong, épouse de Wisit Sasanatieng et écrivain, a adapté ce film en roman. 

## Synopsis
Au début des années 1940, dans la province de Suphanburi, le timide enfant Dam, fils du paysan Kamnam Dua, est amoureux de la jeune enfant Rumpoey, fille du riche et puissant Phya Prasit. 
Au cours d'une promenade en bateau, Dam défend Rumpoey contre les railleries d'une bande de mauvais garçons (Koh et ses deux copains). Rumpoey manque de se noyer lors de cette bagarre mais Dam réussit à la ramener saine et sauve chez elle. Cependant, de retour tard dans la nuit chez lui, il se fait durement corriger par son propre père. Rumpoey fait alors le serment de n'aimer que Dam mais ils se perdent rapidement de vue car Phya Prasit décide de quitter la campagne pour aller vivre en ville avec sa fille. 
Les deux amoureux se retrouvent par hasard à l'université dix ans plus tard, dans les années 1950. Une nouvelle fois Dam se retrouve pris dans une bagarre avec le harceleur Ko et deux complices pour protéger Rumpoey. À la suite de cette rixe, Dam est injustement renvoyé de l'université.
De retour dans son village natal, Dam veut venger son père et sa famille assassinés par des rivaux. Il prend les armes, commence des représailles et se lie d'amitié avec le pistolero Tigre Mahesuan. 
Tigre Faï, le chef des bandits locaux, accepte que Dam, sous le nouveau nom de Tigre noir, intègre sa bande de brigands. La bande de Faï terrorise la région et elle combat la police du jeune chef fringant Kumjorn. Le capitaine Kumjorn est le fiancé (non désiré) de Rumpoey dont le père est devenu gouverneur. 
Les deux amoureux Dam (le Tigre Noir) et Rumpoey se retrouvent de nouveau : Tigre Noir devra choisir entre suivre sa bande ou la trahir.

## Fiche technique
- Titre : Les Larmes du Tigre Noir
- Titre original : ฟ้าทะลายโจร
- Réalisation : Wisit Sasanatieng (thaï วิศิษฏ์ ศาสนเที่ยง)
- Scénario : Wisit Sasanatieng
- Fichier: Nattawut Kittikhun
- Production : Five Star Production Co. Ltd, Film Bangkok, Centre d'art d'Aichi
- Producteur : Nonzee Nimibutr (thaï นนทรีย์ นิมิบุตร)
- Musique : Amornbhong Methakunavudh
- Montage : Dusanee Puinongpho
- Directeur de la photographie : Nattawut Kittikhun
- Société de distribution : EuropaCorp distribution (France), Five Star (Thaïlande)
- Pays d'origine : Thaïlande
- Genre : Comédie, action et western
- Durée : 97 minutes
- Date de sortie : 25 décembre 2002 (France)[3],[4]

## Distribution[5],[6]
- Chartchai Ngamsan : Tigre Noir (Dam ou Dum) (ดำ ou รพินทร์)
- Suwinit Panjamawat : Dam Dua enfant (ou Dum /Tigre Noir enfant) (ดำ ตอนเด็ก)
- Kanchit Kwanpracha : Kamnam Dua, le père de Tigre Noir (กำนันเดื่อ)
- Stella Malucchi : Rumpoey (รำเพย ราชเสนา)
- Anna Ris : Rumpoey Prasit enfant
- Pairoj Jaisingha[7] : Phya Prasit, le père de Rumpoey, gouverneur (พระยาประสิทธิ์ ผู้ว่าสุพรรณบุรี)
- Naiyana Sheewanun : la nourrice et servante de Rumpoey (แม่นม)
- Sombat Metanee : Tigre Fai, le chef des brigands (เสือฝ้าย)
- Supakorn Kitsuwon : Tigre Mahesuan, brigand(เสือมเหศวร)
- Arawat Ruangvuth : le capitaine de police Kumjorn (ร้อยตำรวจเอกกำจร)
- Chamloen Sridang : le sergent Yam

## Autour du film
- Le projet du réalisateur Wisit Sasanatieng était de porter à l'écran une histoire proche de la tradition thaïe, celle des films de Rattana Pestonji[8],[9], celle des films avec Mitr Chaibancha et Petchara Chaowarat... mais sans faire un film ancien qui n'aurait pas intéressé le public[10] (Wisit renouvellera cette expérience en 2010 en réalisant le film Red Eagle).

Il a donc travaillé une transposition originale, travaillant particulièrement le style de son film, privilégiant une ambiance théâtre pour les décors, des couleurs acidulées et irréelles, des effets à la limite du surréalisme pour certaines scènes d'action. 
Concernant les effets de couleur, ils ont été obtenus par une prise de vue en noir et blanc colorisée ensuite avec un procédé particulier : c'est le réalisateur Oxide Pang qui a supervisé ce processus.
Les Larmes du tigre noir s'inspire du western, tout particulièrement du western spaghetti  à la Sergio Leone, de la tragédie, de la bande dessinée et du roman photo, du burlesque et aussi du likay, un genre de théâtre populaire thaïlandais.
- Du fait de son originalité, trouver des producteurs pour ce film a été très long et difficile.

Ce film sera donc réalisé en deux temps (dans l'intervalle Wisit Sasanatieng écrit le scénario de Nang Nak réalisé par Nonzee Nimibutr).
- Après la sortie du film, un roman basé sur le scénario et reprenant le même titre est écrit par Arawat Ruangvuth.
- Pen-ek Ratanaruang, ami et collègue de Wisit Sasanatieng, facétieux, insère dans son film Monrak Transistor (2001) un extrait des Larmes du tigre noir qu'il s'amuse à faire doubler (pour le son) par le projectionniste et marchand de médicaments à la voix de velours[16] comme si c'était un ancien film classique du cinéma thaïlandais des années 1950[17].
- Le film Les Larmes du tigre noir est le premier film thaïlandais présenté au Festival de Cannes (en 2001 dans la section « Un certain regard »).

## Musique du film
De nombreuses chansons émaillent le film : ce sont des chansons des années 1950 (époque du film) reproduites par des interprètes contemporains dans le style original.
Le CD de la bande-son du film est constitué de 6 compositions chantées, répétées ensuite en version instrumentale (non chantée) :
1. "Mercy" (ใครจะเมตตา)– composée par Leud Prasomsap (เลิศ ประสมทรัพย์) et Eua Sunthornsanan (เอื้อ สุนทรสนาน) ; interprétée par Veera Bamrungsri (3:01)
2. "Kamsuanjan"(กำศรวลจันทร์) ("The Moon Lament") – musique traditionnelle, paroles de Wisit Sasanatieng (วิศิษฏ์ ศาสนเที่ยง) et Siripan Techajindawong (ศิริพรรณ เตชจินดาวงศ์) ; interprétée par Yaowaret Methakhunnawut (3:23)
3. "Fon Sang Fah" (ฝนสั่งฟ้า) ("When the Rain Bid the Sky Farewell") – composée par Salai Krailoed (ไสล ไกรฤกษ์) et Suthin Thesarak (สุทิน เทษารักษ์) ; interprétée par Kamonwan Thasanon (2:49)
4. "Prom Likit" (พรหมลิขิต) ("Pre-Destiny")– composée par Kaew Achariyakun (แก้ว อัจฉริยกุล) et Wet Sunthonjamon (เวส สุนทรจามร) ; interprétée par Niwat Charoenmit (2:55)
5. "Beautiful Beach" (งามชายหาด) – composée par Sakon Mitranon (สกล มิตรานนท์) et Sanae Komarachun (เสน่ห์ โกมารชุน) ; interprétée par Kamonwan Thasanon (3:10)
6. "Splendid Night Sky" (ฟ้างามยามค่ำ)– composée par Kaew Achariyakun (แก้ว อัจฉริยะกุล) et Eua Sunthornsanan (เอื้อ สุนทรสนาน) ; interprétée par Yaowaret Mathakhunnawut (3:04)
7. "Mercy" (ใครจะเมตตา) – composée par Eua Sunthornsanan (เอื้อ สุนทรสนาน) (3:01)
8. "Kamsuanjan" (กำศรวลจันทร์) ("The Moon Lament") – musique traditionnelle (3:24)
9. "Fon Sang Fah" (ฝนสั่งฟ้า) ("When the Rain Bid the Sky Farewell") – composée par Suthin Thesarak (สุทิน เทษารักษ์) (2:51)
10. "Pre-Destiny" – composée par Wet Sunthonjamon (เวส สุนทรจามร) (2:55)
11. "Beautiful Beach" (งามชายหาด)– composée par Sanae Komarachun (เสน่ห์ โกมารชุน) (3:11)
12. "Splendid Night Sky" (ฟ้างามยามค่ำ)– composée par Eua Sunthornsanan (เอื้อ สุนทรสนาน) (3:04)
13. "Horse Riding" (1:04)